# Doris fontainii
Doris fontainii is een slakkensoort uit de familie van de Dorididae. De wetenschappelijke naam van de soort werd voor het eerst geldig gepubliceerd in 1837 door d'Orbigny.